# Oyster
Oyster è il secondo album in studio della cantautrice e poetessa bermudiana Heather Nova, pubblicato nel 1994.

## Tracce
Testi e musiche di Heather Nova.
1. Walk This World – 3:49
2. Heal – 3:55
3. Island – 6:20
4. Throwing Fire at the Sun – 5:57
5. Maybe an Angel – 5:08
6. Sugar – 5:34 – (brano non presente nelle edizioni europee)
7. Truth and Bone – 4:54
8. Blue Black – 4:36
9. Walking Higher – 4:12
10. Light Years – 4:49
11. Verona – 4:02
12. Doubled Up – 3:39 – (in alcune edizioni non statunitensi ci sono circa 30 secondi di accordatura strumenti e qualcuno che dice 'yes' prima che la canzone vera e propria cominci)